# Atelier Lang
Das Atelier Lang ist ein ehemaliges Architekturbüro, das 1960 nach Plänen der Ingolstädter Architekten Johann Lang und Reinhard Kolb am Brückenkopf in Ingolstadt errichtet wurde. Es ist ein Bau der Nachkriegsmoderne und wurde von den Einwohnern häufig als Zigarrenkiste bezeichnet.

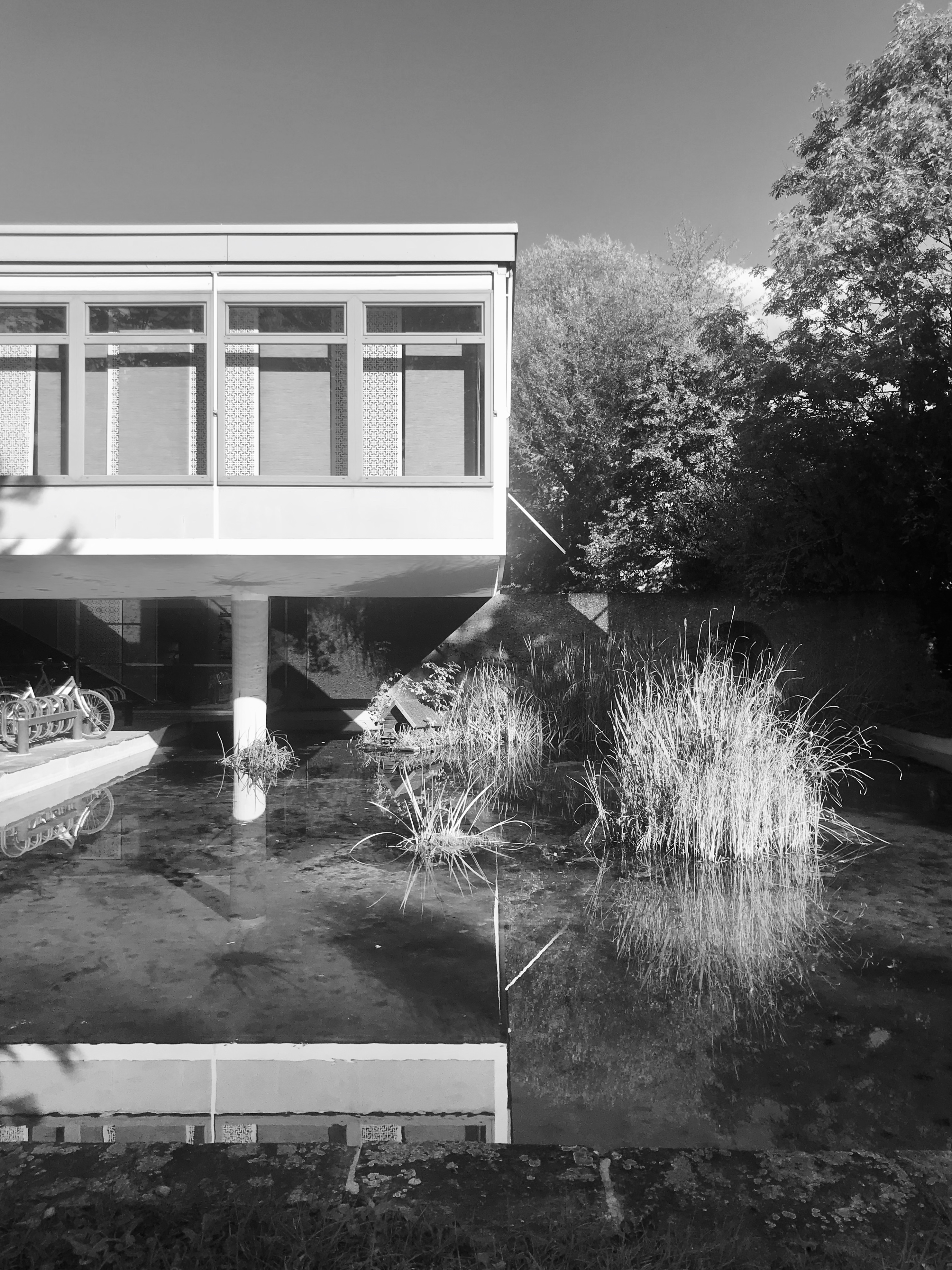
Atelier mit Wasserbassin

## Architektur

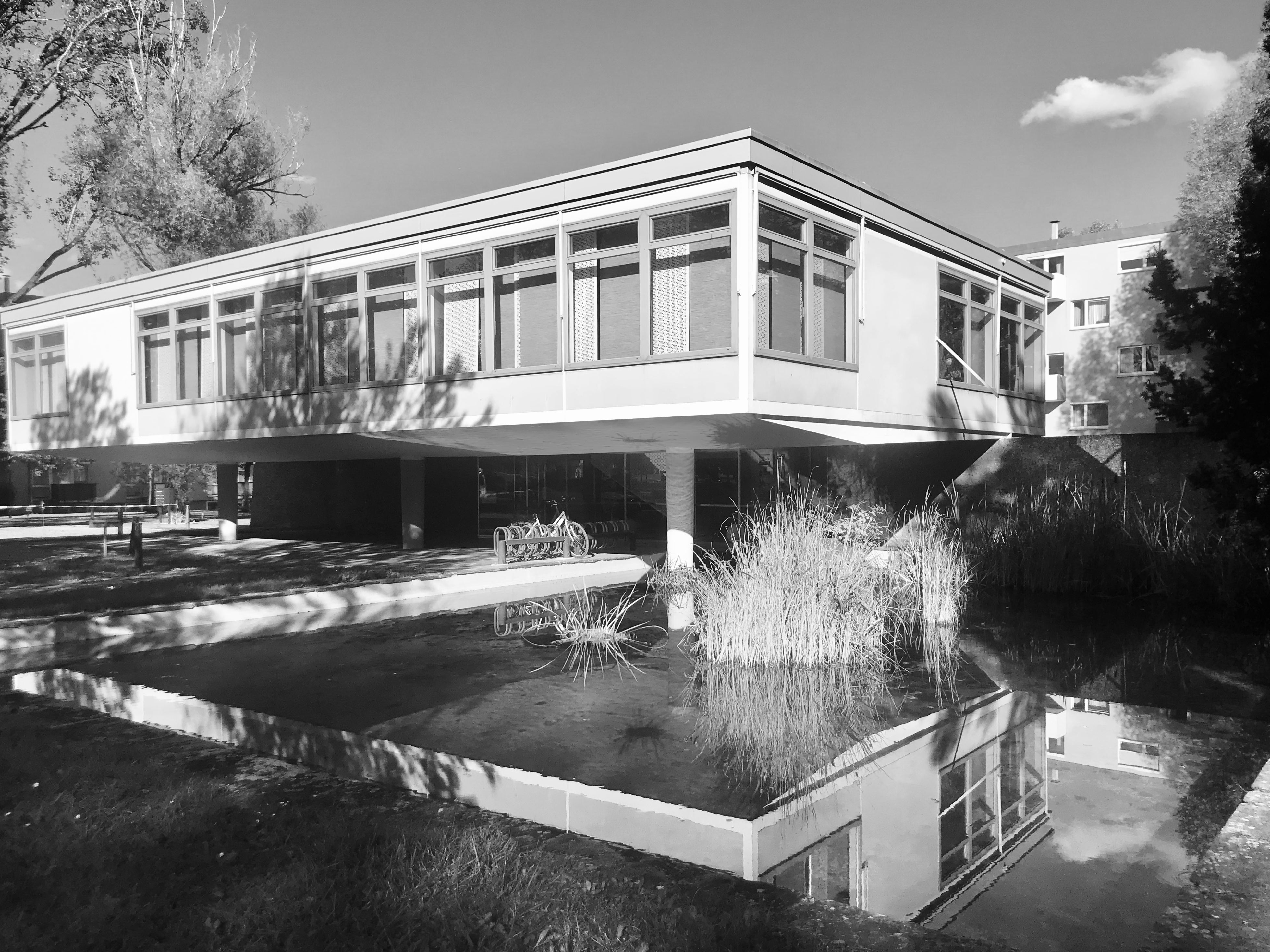
Hauptfassade

Die Bauzeit des Büro-Pavillons begann 1958 und wurde 1960 fertiggestellt. Das Bauwerk wurde für seine Zeit im typischen Baumaterial Stahlbeton, Ziegel und Stahlfenster errichtet.

### Außenraum
Wichtiges Element des Außenraumes ist das Wasserbassin, das die Architektur des Gebäudes im Wasser spiegelt und somit noch imposanter wirken lässt. Ein Merkmal, das Architekten wie Le Corbusier, Oscar Niemeyer, Ludwig Mies van der Rohe und Louis Kahn in ihren Bauten anwandten. Die Fassade ist streng gegliedert – die Fensteröffnungen ergeben sich aus den Büroräumen.

### Innenraum
Der Eingang befindet sich am Wasserbassin und ist als transparenter Kubus ausgebildet. Die Treppe ist entlang der geschlossenen Rückfassade angeordnet und leitet in einen zentralen Raum. Die Büroräume ordnen sich um diesen Zentralraum an.

### Konstruktion
Der aufgeständerte Bau wird über die raue Stahlbeton-Stützmauer und den drei runden Stützen getragen.

## Denkmal

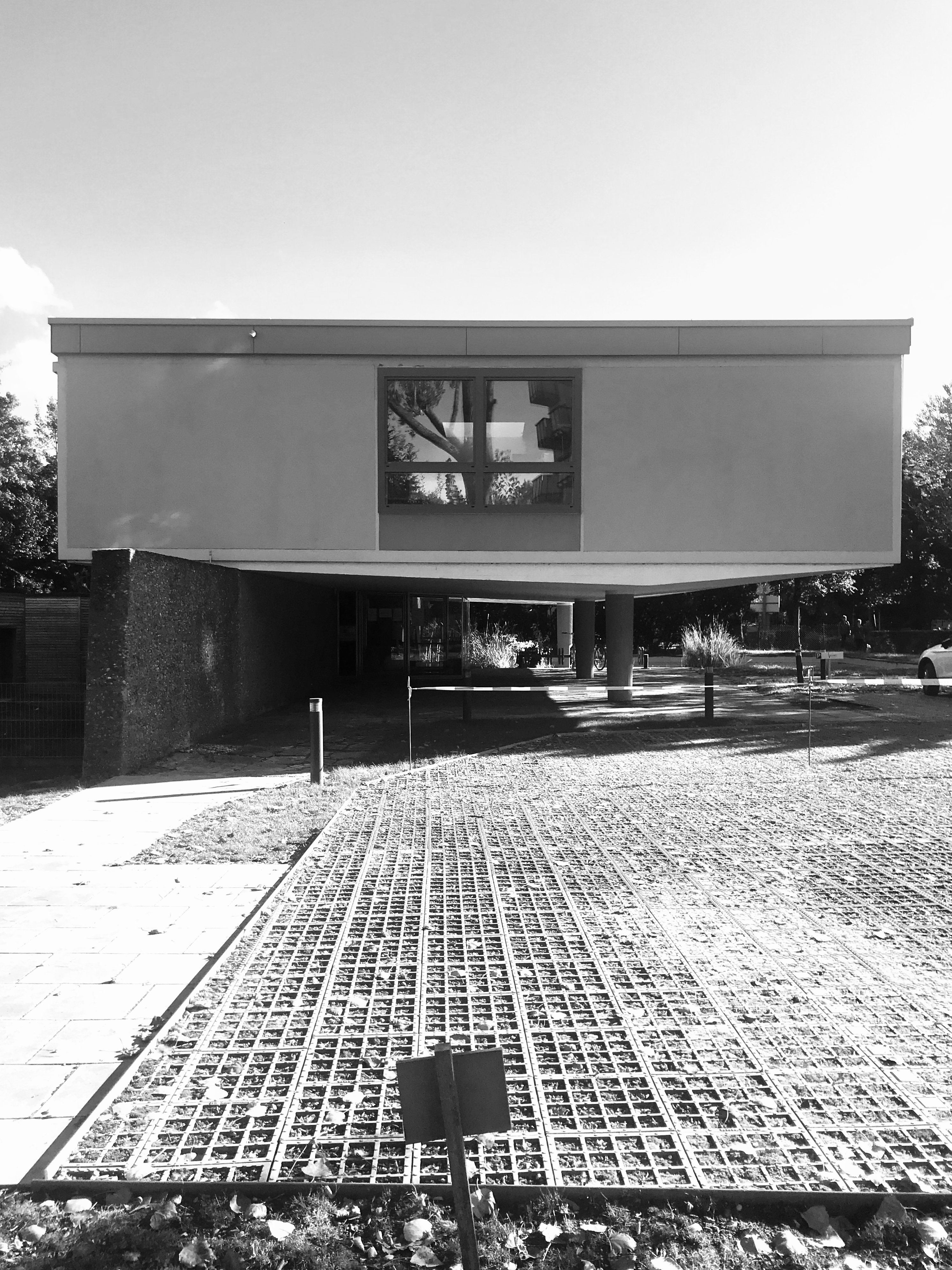
Seitenansicht

Das Atelier wurde 2007 unter Denkmalschutz gestellt und ist im Denkmalatlas des Bayerischen Landesamtes für Denkmalpflege und in der Liste der Baudenkmäler in Ingolstadt eingetragen.

## Heutige Nutzung
Heute wird das Denkmal als Bürogebäude genutzt. In den 2010er Jahren wurde es renoviert, dabei wurde der Innenraum stark verändert. Dazu wurden die filigranen Fenstermarkisen, die die Fassade im Originalzustand geprägt haben, ebenfalls bei der Renovierung entfernt.